# ابن برهان
أبو الفتح أحمد بن علي بن محمد بن بَرهان (444 هـ/1052م - 518 هـ/1124م) المعروف بابن بَرهان، أصولي ومحدث وفقيه شافعي. ولد ببغداد سنة 444هـ على الراجح، وكان حنبلي المذهب، ثم انتقل إلى المذهب الشافعي. وكان متبحراً في الفقه وأصوله والخلاف، وكان حاد الذهن، سريع الحفظ، مواظباً على العلم، حتى صار يُضرب به المثل، وتولى التدريس بالمدرسة النظامية مرتين مدة يسيرة، وانتهت إليه الرحلة في طلب العلم. تفقه على الغزالي والكيا الهراسي والشاشي، وبرع في المذهب، وفي الأصول.
من كتبه: في أصول الفقه «البسيط» و«الأوسط» و«الوسيط» و«الوجيز» و«الوصول إلى الأصول».